# Time Loves a Hero
Time Loves a Hero è il sesto album in studio del gruppo musicale statunitense Little Feat, pubblicato nel 1977.

## Tracce
Side 1
1. Hi Roller (Paul Barrère) – 3:35
2. Time Loves a Hero (Barrère, Kenny Gradney, Bill Payne) – 3:47
3. Rocket in My Pocket (Lowell George) – 3:25
4. Day at the Dog Races (instrumental) (Barrère, Sam Clayton, Gradney, Richie Hayward, Payne) – 6:27

Side 2
1. Old Folks Boogie (Barrère, Gabriel Barrère) – 3:31
2. Red Streamliner (Payne, Fran Tate) – 4:44
3. New Delhi Freight Train (Terry Allen) – 3:42
4. Keepin' Up with the Joneses (Barrère, George) – 3:51
5. Missin' You (Barrère) – 2:21

## Formazione
Little Feat
- Paul Barrère – chitarra, voce (2, 5, 8, 9)
- Sam Clayton – congas, percussioni, voce
- Lowell George – voce (1, 3, 7), chitarra
- Kenny Gradney – basso
- Richie Hayward – batteria, percussioni, voce
- Bill Payne – tastiera, sintetizzatore, marimba, voce (2, 6)

Altri musicisti
- Greg Adams – tromba
- Jeff "Skunk" Baxter – dobro (9)
- Emilio Castillo – sassofono tenore
- Mic Gillette – trombone, tromba
- Stephen "Doc" Kupka – sassofono baritono
- Michael McDonald – voce (6)
- Lenny Pickett – sassofono alto, sassofono tenore
- Patrick Simmons – chitarra (7), voce (6)
- Fred Tackett – mandoloncello, chitarra (2)